# Parafia św. Anny i św. Marcina w Strykowie
Parafia św. Anny i św. Marcina – parafia mariawicka w Strykowie, w diecezji śląsko-łódzkiej, Kościoła Starokatolickiego Mariawitów w RP.
Siedziba parafii oraz kościół parafialny pod wezwaniem św. Anny i św. Marcina znajduje się w Strykowie, w powiecie zgierskim w województwie łódzkim. Proboszczem parafii jest kapłan Ireneusz Maria Stanisław Bankiewicz.

## Historia parafii
Według ustnych relacji swoje powstanie parafia mariawitów w Strykowie zawdzięcza dzieciom. Działający w pobliskim Niesułkowie kapłani mariawici wywołali swoją działalnością zrozumiałe zainteresowanie mieszkańców okolicznych wsi i miasteczek. Strykowskie dzieci wyprawiały się do Niesułkowa, uczestniczyły w nabożeństwach sprawowanych przez kapłanów mariawitów, słuchały kazań, a po powrocie do domów opowiadały w rodzinie, a także sąsiadom o tym wszystkim, co widziały. Dorośli, zainteresowani opowiadaniami dzieci, udawali się do Niesułkowa na nabożeństwa mariawickie i wkrótce zapragnęli kapłanów mariawitów w samym Strykowie.
7 lutego 1906 parafia mariawitów w Strykowie rozpoczęła swoją działalność. Pierwszym jej administratorem był ks. Jan Maria 
Wincenty Nowakowski, a nabożeństwa odprawiane były w kaplicy urządzonej w pomieszczeniach wynajętych w domu prywatnym. W lipcu 
1906 przybył do Strykowa ks. Józef Maria Leon Miłkowski, a w maju 1907 rozpoczęto budowę kościoła. Koszty budowy wraz z 
pierwotnym, niekompletnym wyposażeniem, wynosiły 13 000 rubli. Budowę kościoła ukończono w listopadzie tego samego roku.

### Proboszczowie parafii
- 1906 – kapł. Jan Maria Wincenty Nowakowski
- 1906–1923 – kapł. Józef Maria Leon Miłkowski
- 1924–1935 – kapł. Antonii Maria Serafin Bołłoczko
- 1935–1957 – bp Jan Maria Michał Sitek
- 1957–1964 – kapł. Przemysław Maria Sławomir Rosiak
- 1965–1968 – kapł. Witold Maria Tadeusz Szymański
- 1968–1970 – bp Jan Maria Michał Sitek
- 1971 – kapł. Mieczysław Maria Kazimierz Kaczmarski
- 1972–1992 – kapł. Tadeusz Maria Ładysław Ratajczyk
- 1992–2016 – kapł. Mieczysław Maria Kazimierz Kaczmarski
- od 2016 – kapł. Ireneusz Maria Stanisław Bankiewicz

## Nabożeństwa
- Nabożeństwa niedzielne o godz. 8:00 i 12:00;
- Nabożeństwa w czwartek i sobotę o godz. 9:00;
- Adoracja miesięczna – 9 dnia każdego miesiąca o godz. 9:00 i 17:00.